# Израстание
Израстание клубней — новообразования на клубнях при перерывах роста. Выражается в том, что первичные клубни дают на столонах или прямо из глазков дочерние клубни, иногда в большом числе.
Чаще всего израстание происходит, когда после засухи наступает теплая и влажная погода, однако иногда она появляется и на собранном картофеле при хранении его в слишком тёплом помещении.
Израстание понижает урожайность.
Это явление более характерно для поздних сортов.